# Peire de la Mula
Peire de la Mula (... finals de segle xii o principis del XIII) fou un trobador possiblement d'origen italià, tot i que escriu en occità com tots els trobadors.

## Vida
Es conserva una breu vida de Peire que diu que era un joglar i que va estar a Monferrato i Cortemilia amb Ottone del Carretto (ca. 1170-ca. 1240). I que compongué cobles i sirventesos. El fet que la vida el situï a Cortemilia fa remuntar-lo a abans de 1209, quan Ottone perdé Cortemilia.
S'ha discutit si de la Mula (o de Lamula) podria indicar un nom de lloc i quin. Però no s'ha arribat a cap conclusió definitiva.
Es conserven tres peces d'aquest trobador. Dos sirventesos contra els joglars i un contra els rics. Sembla, doncs, que no tenia gaire bona relació amb els seus col·legues; de fet, un altre trobador de l'entorn de la cort d'Ottone el titlla de borratxo (concretament, Palais en la composició Molt se fera de chantar bon recreire PC 315,4)

## Obra
- (352,1)[1] Dels ioglars servir mi laisse
- (352,2) Ia de razon no·m cal mentr' en pantais (sirventès contra els joves rics)
- (352,3) Una leig vei d'escuoill

### Repertoris
- Alfred Pillet / Henry Carstens, Bibliographie der Troubadours von Dr. Alfred Pillet […] ergänzt, weitergeführt und herausgegeben von Dr. Henry Carstens. Halle : Niemeyer, 1933 [Peire de la Mula és el número PC 352]
- Guido Favati (editor), Le biografie trovadoriche, testi provenzali dei secc. XIII e XIV, Bologna, Palmaverde, 1961, pàg. 336
- Martí de Riquer, Vidas y retratos de trovadores. Textos y miniaturas del siglo XIII, Barcelona, Círculo de Lectores, 1995 p. 307 [Reproducció de la vida, amb traducció a l'espanyol]